# Symmachia virgaurea
Symmachia virgaurea är en fjärilsart som beskrevs av Hans Ferdinand Emil Julius Stichel 1910. Symmachia virgaurea ingår i släktet Symmachia och familjen Riodinidae. Inga underarter finns listade i Catalogue of Life.